# Papilio cacicus
Papilio cacicus är en fjärilsart som beskrevs av Lucas 1852. Papilio cacicus ingår i släktet Papilio och familjen riddarfjärilar.
Artens utbredningsområde är Colombia. Inga underarter finns listade i Catalogue of Life.

## Bildgalleri

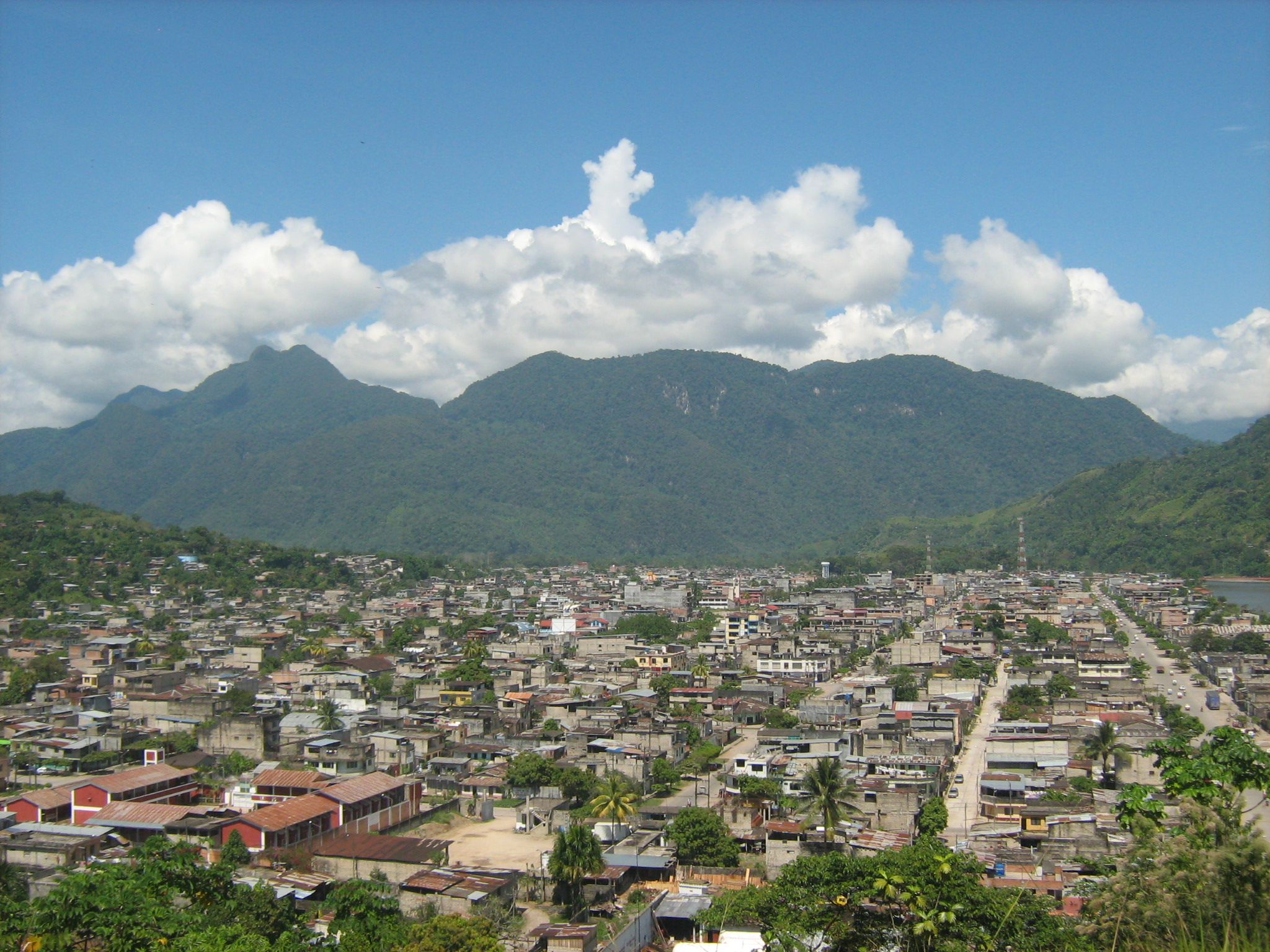